# Cardiolipine

Strukturformel der Cardiolipine. Die Reste R stehen für die Kohlenwasserstoffketten von Fettsäuren und können verschieden sein.

Cardiolipine ist der Trivialname für eine Gruppe von Diphosphatidylglycerinen (genauer: 1,3-bis(sn-3'-phosphatidyl)-sn-glycerol), Phospholipiden mit vier Fettsäureresten. Der Trivialname bezieht sich auf das Herz (gr. Kardia, καρδία), aus dem die Substanzen zuerst isoliert wurden. Sie kommen ausschließlich in den Membranen von Bakterien und Mitochondrien (dort vor allem in der inneren Membran) vor und stabilisieren hier u. a. die Proteine für die oxidative Phosphorylierung. Zudem binden Cardiolipine an die DNA im Chromatin-Zustand und sind daher womöglich an der Genregulation beteiligt. Sie sind die einzigen Phospholipide, die in den Mitochondrien synthetisiert werden. Antikörper, die gegen Syphilis-Erreger (Treponema pallidum) gebildet werden, binden auch an Cardiolipine. Deshalb können diese Phospholipide als unspezifische Antigene in Diagnose-Tests für Syphilis angewendet werden.
Störungen liegen dem Barth-Syndrom zugrunde.